# Электроника 25АС-328

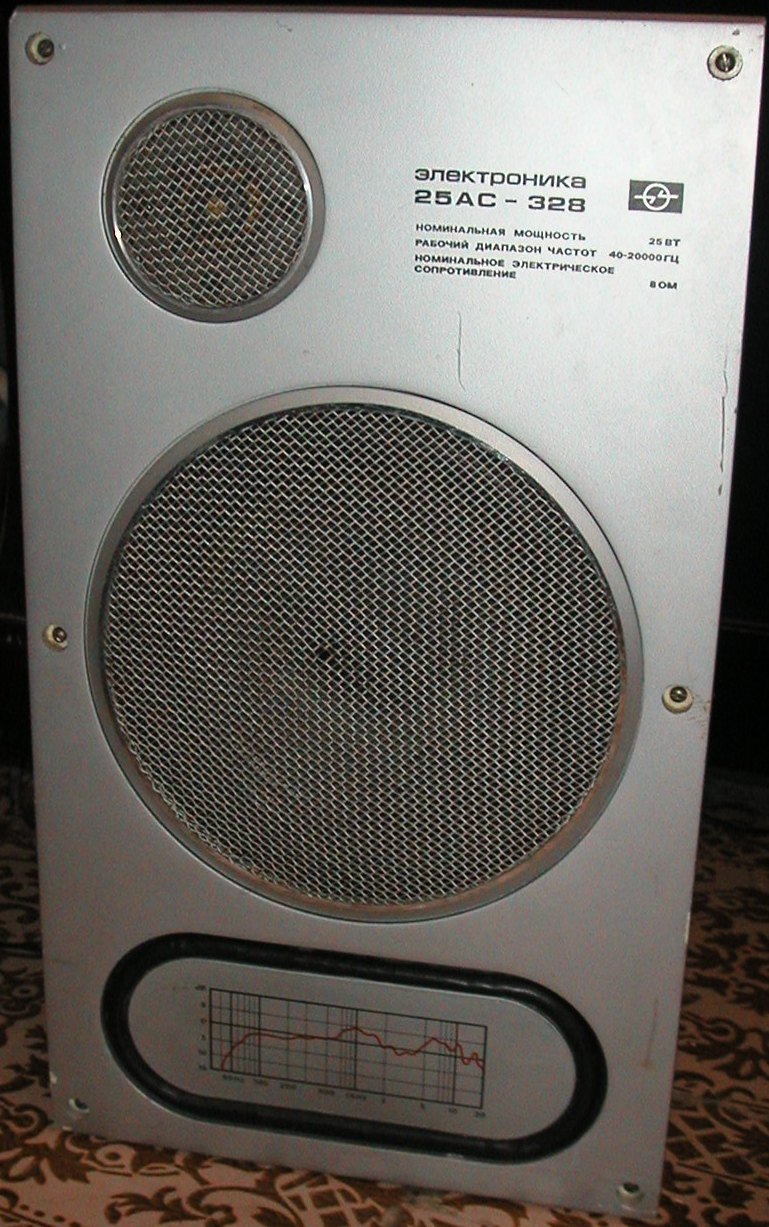
Общий вид колонки

«Электроника 25АС-328» — двухполосная акустическая система с пассивным излучателем, серийно выпускаемая Ленинградским заводом «Ферроприбор» с 1982 года.

## Устройство

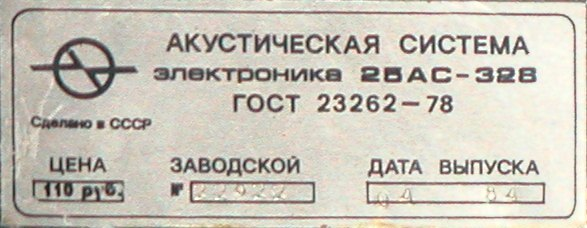
Вид на заднюю стенку

Две колонки в корпусах из ДСП, отделанных шпоном ценных пород дерева с внешним расположением динамиков, закрытых пластмассовой крышкой и стальной решёткой серебристого цвета. Сзади вставлен провод и над ним технические характеристики, год выпуска, серийный номер и тд. Под низкочастотным динамиком расположен пассивный излучатель на котором вычерчена АЧХ акустической системы.

## Технические характеристики
- Номинальная мощность 25 Вт.

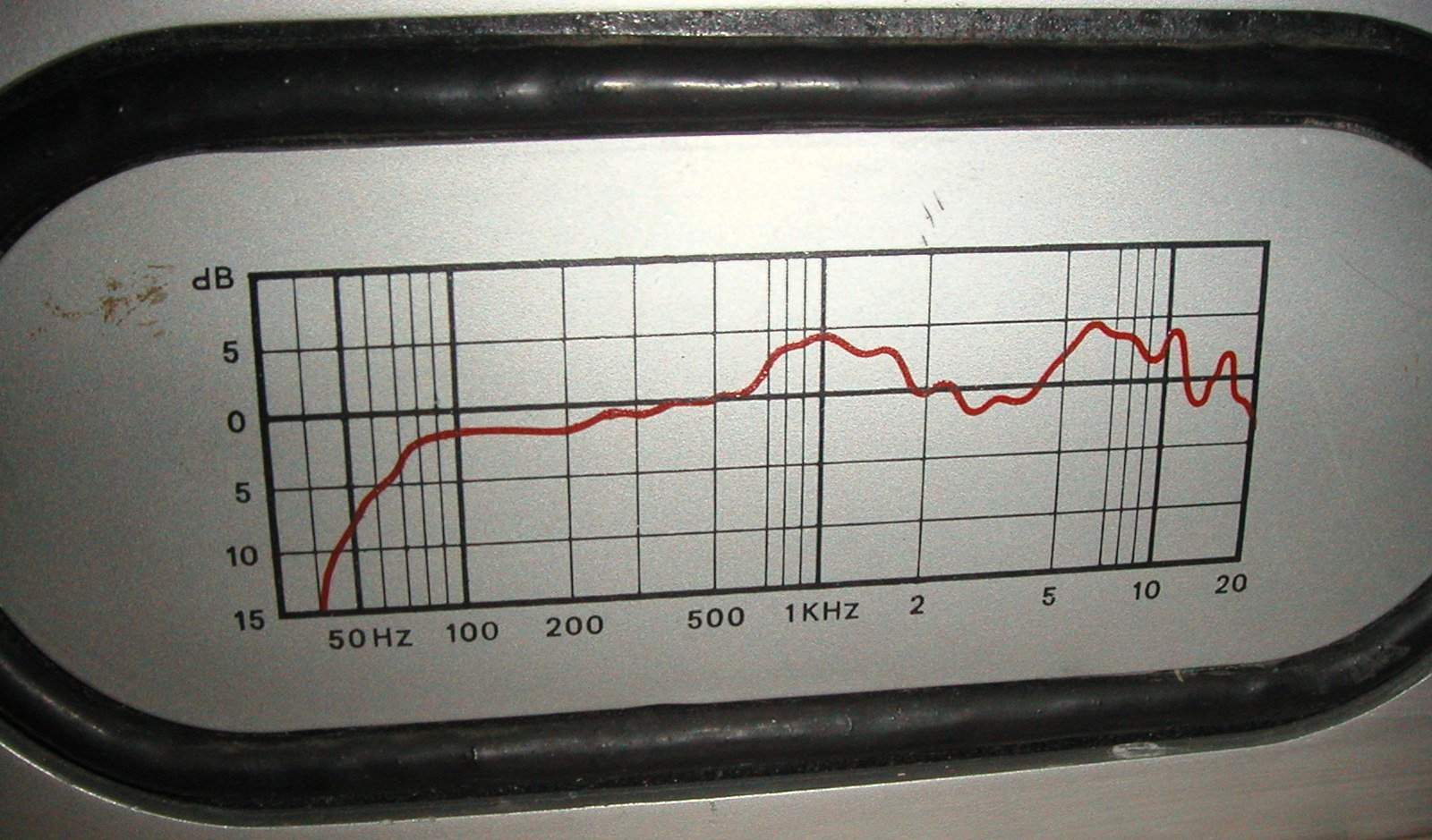
Пассивный излучатель с частотной шкалой

- Максимальная долговременная мощность 35 Вт.
- Кратковременная мощность: 50 Вт
- Рабочий диапазон частот 40-20000 Гц.
- Номинальное электрическое сопротивление 8 Ом.
- ГОСТ 23262-78.
- Габаритные размеры ВхШхГ 430х240х210 мм.
- Используются два динамика: низкочастотный 25ГД-26Б 4Ом и высокочастотный 10ГД-35 16 Ом.
- Масса: 15 кг

## Динамики

### 25ГД-26Б

#### Назначение
Применение в закрытых выносных акустических системах бытовой радиоаппаратуры высшей и 1-й групп сложности в качестве НЧ звена при работе в помещениях.

#### Устройство
Головка громкоговорителя электродинамического типа, с неэкранированной магнитной цепью. Диффузородержатель изготовлен методом литья под давлением из алюминиевого сплава. Диффузор конусный изготовлен из бумажной массы с пропиткой. Подвес — торроидальной формы — из резины. Центрирующая шайба изготовлена из ткани с пропиткой.

#### Технические характеристики
- Эффективный рабочий диапазон частот 40-5000 Гц
- Уровень характеристической чувствительности, не менее 84 Дб
- Рабочая мощность 25 Вт
- Номинальное электрическое сопротивление 4 Ом
- Предельная шумовая (паспортная) мощность 35 Вт
- Предельная долговременная мощность 50 Вт
- Предельная кратковременная мощность 125 Вт
- Габаритные размеры D200x97 мм
- Масса 2100 г

### 10ГД-35

#### Назначение
Применение в закрытых акустических системах бытовой радиоаппаратуры высшей группы сложности в качестве высокочастотного звена при работе в помещениях.

#### Устройство
Головка громкоговорителя электродинамического типа, высокочастотная, круглая, с неэкранированной магнитной цепью. Установочный фланец и акустическая линза изготовлены из пластмассы. Куполообразная диафрагма с подвесом изготовлена на основе полиэтилентерефтолата.

#### Технические характеристики
- Эффективный рабочий диапазон частот 5000-25000 Гц
- Уровень характеристической чувствительности, не менее 91 Дб
- Рабочая мощность 2 Вт
- Номинальное электрическое сопротивление 16 Ом
- Предельная шумовая (паспортная) мощность 10 Вт
- Предельная долговременная мощность 8 Вт
- Предельная кратковременная мощность 10 Вт
- Габаритные размеры 100x100x44,5 мм
- Масса 900 г